# Coronarctidae
Coronarctidae är en familj av djur. Coronarctidae ingår i ordningen Arthrotardigrada, klassen Heterotardigrada, fylumet trögkrypare och riket djur. I familjen Coronarctidae finns 6 arter.
Kladogram enligt Catalogue of Life:
| Coronarctidae | \| \| Coronarctus \| \| \| \| \| \| Trogloarctus \| \| \| \| |
|               | \| \| Coronarctus \| \| \| \| \| \| Trogloarctus \| \| \| \| |
|               | Batillipedidae                                               |
|               |                                                              |
|               | Halechiniscidae                                              |
|               |                                                              |
|               | Neoarctidae                                                  |
|               |                                                              |
|               | Neostygarctidae                                              |
|               |                                                              |
|               | Renaudarctidae                                               |
|               |                                                              |
|               | Stygarctidae                                                 |
|               |                                                              |
|               | Coronarctus                                                  |
|               |                                                              |
|               | Trogloarctus                                                 |
|               |                                                              |

|  | Coronarctus  |
|  |              |
|  | Trogloarctus |
|  |              |